# Jayme Luiz Lago
Jayme Luiz Lago (10 de fevereiro de 1932 – 25 de novembro de 1989) foi um comerciante e político brasileiro.
Antes de ser prefeito, foi presidente da Associação Profissional do Comércio de Erechim, onde a transformou em Sindicato do Comércio Varejista (Sindilojas) e foi presidente por dezoito anos. Além disso, foi presidente da Câmara de Dirigentes Lojistas (CDL) por três vezes: 1970 a 1971; 1975 a 1976 e 1976 a 1977. Jayme foi prefeito de Erechim entre 1 de fevereiro de 1983 e 1 de janeiro de 1989, sendo eleito pelo Partido Democrático Social (PDS) e tendo Arlindo Madalozzo como vice-prefeito.
Em seu mandato, deu início a Festa Nacional do Chimarrão na Frinape, a principal feira da região. Criou os bairros Progresso e Castelo Branco, dois dos principais bairros da cidade.
Morreu no ano de 1989. Em sua homenagem, uma das praças mais importantes da cidade, localizada na Avenida Sete de Setembro e ao lado do Corpo de Bombeiros, passou a ser denominada "Praça Jayme Lago".